# Howzit!?
『Howzit!?』（ハウズィ!? ）は、Def Techが2015年6月3日にリリースする7枚目のアルバム（フルレンスではなくミニ・アルバム仕様）である｡
ベスト盤のリリースを除けば、前アルバムから1年11ヶ月ぶりのリリースとなる。活動休止期間を含めなければ、Def Techの中でリリースまでにもっとも時間のかかったアルバムである。

## タイトルの意味
アルバムのタイトルになっている「Howzit」という語は、一般英語ではない。メンバーShenの出身地であるハワイにて主に使用されるスラングで、「やあ!」とか「こんにちは。」といった意味である。発音は、最後の"t"は発声しないため、「ハウズィ」。英語表現の「What's Up?」のような、柔らかい表現の挨拶となり、語源は「How's it?」が変化したものとされている。ハワイだけでなく、南アフリカなどでも使用される。

## リリースまでの難航
本作の発売予告は、発売日から約1年前のめざましライブ2014にて、当時の未発表曲であった「Gone Surfin’」(本アルバム5曲目に収録) を披露した後、「この曲は昨日、1番のサビまで作曲できた出来立てホヤホヤの曲ですが、来年夏に完成版をお届けできるようにと思っております。」とのMicroのコメントにて最初に告知された。しかしながらそれ以降、アルバム制作は思うようにいかず、発売2か月前の2015年4月3日にとりあえず発売日の告知を行うも、その時点でもアルバムのタイトルや収録曲の制作、曲数の決定などの目処も立っていなかった。そして発売1か月前の5月3日になってもそれ以降の告知はなく、公式Facebook上にて、ハワイでのレコーディングを開始したとの情報だけが流れる。発売日までおよそ3週間を迫った2015年5月8日夕方、ようやくタイトルと収録曲、POP画像が公式サイトや公式SNSにて発表されるとともに、各曲の試聴音源も順次公開していくとの告知がなされた。以上のことから、本アルバムはリリースまでにかなりの難航があったアルバムと言える。

## 収録曲
1. B-3
2. Freeing Ur Pain
3. One Day  with Jake Shimabukuro
Jakeのウクレレは、Shenが所有するiPhoneによって録音されている。Jakeの弟Bruceの家の庭で、ShenがBBQパーティーをしている際に演奏をしてもらったとのこと。
4. Tell Me
5. Gone Surfin'
6. Summer Ends
7. Talkin' 2 You
8. ふしぎだね?
9. Gone Surfin' (Jawaiian Ver.)